# Aeonoxena
Aeonoxena é um gênero de mariposa pertencente à família Acrolophidae.